# Enno Haaks
Enno Haaks (* 8. April 1963 in Bad Segeberg) ist ein lutherischer Theologe und seit 2010 Generalsekretär des Gustav-Adolf-Werks e. V., Diasporawerk der Evangelischen Kirche in Deutschland. 

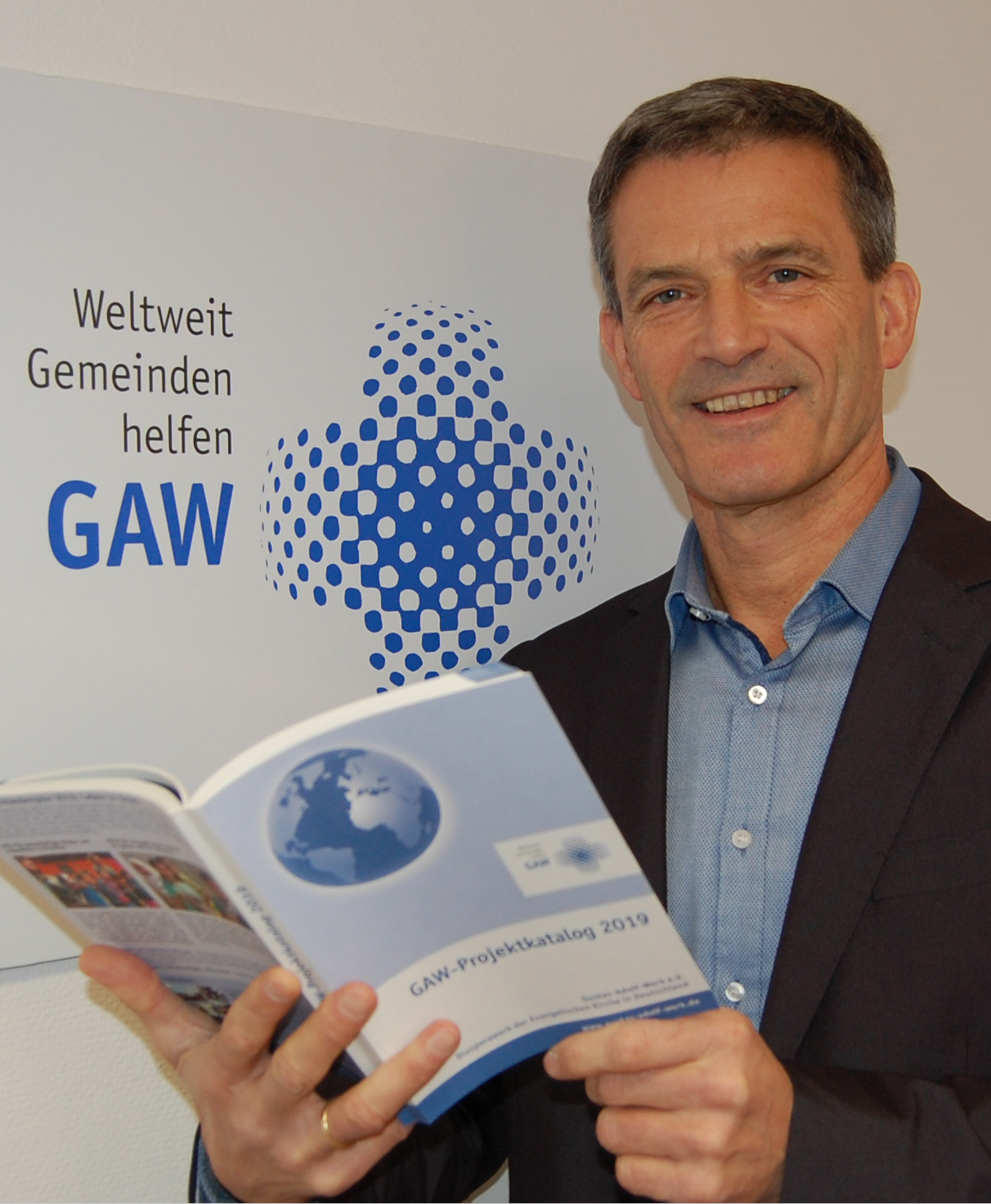
Generalsekretär des GAW, Pfarrer Enno Haaks, bei der Vorstellung von GAW-Projekten 2019

## Leben und Ausbildung
Als drittes Kind des Lehrers Ernst-Udo Haaks und Rosemarie Haaks geboren, wuchs Haaks in Nusse auf, wo sein Vater Rektor der Grund- und Hauptschule war. Nach seinem Abitur an der Lauenburgischen Gelehrtenschule in Ratzeburg war er für zwei Jahre Zeitsoldat bei der Bundeswehr, bevor er in Kiel und Erlangen Theologie studierte. Sein Vikariat absolvierte er ab 1991 in Pinneberg.

## Wirken als Gemeindepastor
Nach seinem Vikariat übernahm er 1994 seine erste Pfarrstelle an der Lutherkirche in Pinneberg und setzte in der dortigen Gemeindearbeit Akzente.
2001 siedelte die Familie nach Chile über und Haaks übernahm dort eine Auslandspfarrstelle der EKD. Bis 2009 war er Geistlicher an der zweisprachigen Versöhnungsgemeinde der Iglesia Evangélica Luterana de Chile in Santiago de Chile, die 1975 von überwiegend Deutschstämmigen gegründet worden war.
Zum 1. Januar 2010 wurde er als Generalsekretär des Gustav-Adolf-Werks nach Leipzig berufen.

## Gustav-Adolf-Werk
Haaks übernahm 2010 die Geschäftsführung des Gustav-Adolf-Werks (GAW) von seinem Vorgänger Hans Schmidt. In seiner Arbeit richtet er seinen Blick auf Christen in Minderheitensituation im Ausland, aber auch in Deutschland. In diesem Zusammenhang befasst sich Haaks auch mit der Aufarbeitung der Geschichte des GAW, z. B. durch die Beteiligung an kirchengeschichtlichen Seminaren der Theologischen Fakultät der Universität Leipzig, und ist ein Mitherausgeber des Jahrbuchs des GAW „Die evangelische Diaspora“. Besonderer Schwerpunkt seiner Arbeit wurden Projekte für bedrängte Christen in Syrien, deren Situation Haaks als besonders drängend einstufte.

## Ehrenamtliches und gesellschaftliches Engagement
Haaks war bis 2001 Stürmer bei den Himmlischen Kickern und wurde bei zahlreichen Benefiztournieren eingesetzt.
Seit 2015 ist er Jurymitglied des Förderwettbewerbs Gemeinde der Zeitschrift Chrismon.
Mehrere Male jährlich gestaltet Enno Haaks montags die Friedensgebete in der Nikolaikirche Leipzig.
Außerdem ist er qua Amt Mitglied des Vorstandes des Evangelischen Studienhauses Leipzig.

## Schriften
- Arbeitsgemeinschaft der Frauenarbeit im GAW (Hrsg.): Frauen in Chile. Leipzig, Gustav-Adolf-Werk 2010. ISBN 978-3-87593-110-5 (als Übersetzer)
- mit Annett Beger: Leiden an der Vergangenheit. In: Evangelisches Missionswerk in Deutschland (Hrsg.): Weltmission Heute Nr. 71: Chile. Gelobtes Land der Gegensätze. Hamburg 2011, S. 68–72.
- Reformationstag in den Anden. In: Evangelisches Missionswerk in Deutschland (Hrsg.): Weltmission Heute Nr. 71: Chile. Gelobtes Land der Gegensätze. Hamburg 2011, S. 84–86.
- mit Klaus Fitschen, Michael Beyer, Michael Bünker, Wilhelm Hüffmeier, Elisabeth Parmentier (Hrsgg.): Andenstaat: Chile, Bolivien, Ecuador, Kolumbien, Peru. Leipzig, Gustav-Adolf-Werk 2014. ISBN 978-3-87593-123-5
- mit Klaus Fitschen, Wilhelm Hüffmeier, Elisabeth Parmentier (Hrsg.): Der Erste Weltkrieg und die evangelischen Diasporakirchen in Europa. Leipzig, Gustav-Adolf-Werk 2019. ISBN 978-3-87593-132-7
- mit Mario Fischer, Wilhelm Hüffmeier, Elisabeth Parmentier (Hrsg.): Zwischen Anpassung und Kampf um die eigene Identität: Der Gustav-Adolf-Verein im Dritten Reich. Leipzig, Gustav-Adolf-Werk 2021. ISBN 978-3-87593-135-8